# Gheorghe Negru
Gheorghe Negru (n. 1954) este un istoric și cercetător din Republica Moldova, cunoscut pentru lucrările sale privind istoria Basarabiei, relațiile româno-sovietice și politica etnolingvistică în perioada sovietică. Este autor a numeroase articole și studii academice, precum și al unor lucrări importante despre identitatea națională și transformările istorico-politice din spațiul pruto-nistrean.

## Biografie și carieră
Gheorghe Negru s-a născut în anul 1954. Este cercetător științific coordonator în cadrul Secției de istorie modernă a Institutului de Istorie al Academiei de Științe a Moldovei (AȘM). Activitatea sa academică s-a axat în mod special pe perioada ocupației sovietice a Basarabiei și pe efectele acesteia asupra societății, culturii și identității locale.
Este autorul cărții Politica etnolingvistică în R.S.S. Moldovenească, considerată o lucrare de referință în domeniu, în care analizează impactul politicii sovietice asupra limbii și identității populației din republică.
Gheorghe Negru a publicat cărți și articole privind istoria românilor din Basarabia, rusificarea și propaganda sovietică, dar și teme actuale legate de geopolitică și identitatea națională.

## Prezență în media și opinie publică
Istoricul a fost invitat la emisiuni culturale și istorice, precum seria „Oamenii Cetății” la Radio Chișinău, unde a discutat despre analogiile dintre crimele comise de regimul sovietic în Basarabia și cele din războiul actual din Ucraina.
De asemenea, împreună cu soția sa, istoricul Elena Negru, a participat la conferințe și evenimente publice în România și Republica Moldova, promovând valorile culturale românești și studiul istoriei reale a Basarabiei.

## Lucrări selectate
- Politica etnolingvistică în R.S.S. Moldovenească, Editura Cartier, Chișinău, 2000.
- zeci de articole în reviste științifice și publicistice, inclusiv DacoRomania și volume colective.